# Matthew Mitcham
Matthew Mitcham, OAM (* 2. März 1988 in Brisbane, Queensland) ist ein ehemaliger australischer Sportler im Kunst- und Turmspringen. Sein größter Erfolg war der Olympiasieg im 10-m-Turmspringen in Peking 2008.

## Leben und Karriere
Er wuchs am Stadtrand von Brisbane auf und sprang ursprünglich wettbewerbsmäßig am Trampolin. Mit elf Jahren wurde er von Wang Tong Xiang vom Australian Institute of Sport Wasserspringprogramm entdeckt, welches im Chandler Aquatic Centre am Stadtrand von Brisbane sein Wasserspring-Trainingszentrum hat. Mehrere Jahre lang trainierte er Trampolinspringen und Wasserspringen.
Im Alter von 16 Jahren hatte er eine Ermüdungsfraktur an einem Lendenwirbel und 13 Ganglionen an seinen beiden Handgelenken.
In den Jahren darauf gewann er national und international einige Medaillen.
Bei den Commonwealth Games 2006 im März erreichte er den vierten Platz vom 3-m-Brett und beim 3-m-Synchronspringen mit Scott Robertson sowie den fünften Platz vom 1-m-Brett und 10-m-Turm.
2006 war auch sein Abschlussjahr an der High School. Die alten Gesundheitsprobleme, zusammen mit viel schulischer Arbeit, einem hektischen Wettkampfkalender und täglichem Training ab fünf Uhr früh überforderten ihn. Einige Zeit nach den Wettbewerben im März fühlte er sich ausgebrannt und hatte am Wasserspringsport keine Freude mehr. Er hörte auf, traf sich mit Freunden und unternahm vieles, was als Profisportler unmöglich gewesen wäre. Er hatte viel Spaß und regenerierte sich physisch, emotionell und mental. Während dieser Zeit traf er auch auf seinen Lebensgefährten Lachlan Fletcher. Nach einem Trainerangebot von Chava Sobrino Anfang 2007 zog er mit seinem Lebensgefährten nach Sydney und begann ab März 2007 unter dem neuen Trainer im New South Wales Institute of Sport wieder zu trainieren.

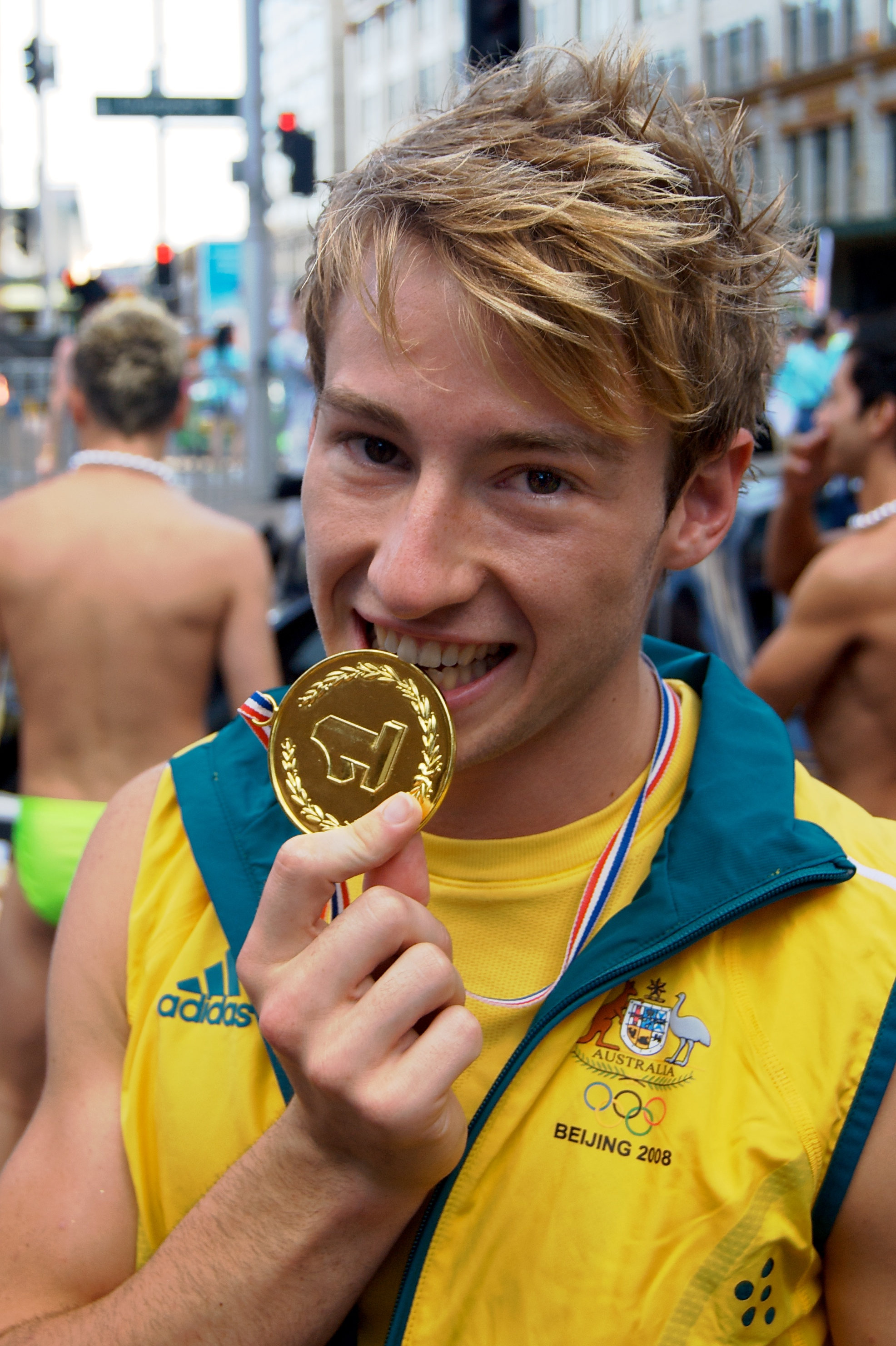
Mitcham beim 2009 Mardi Gras in Sydney

Bei den Australischen Meisterschaften 2008 gewann Mitcham den 1-m-, 3-m- und 10-m-Einzelwettbewerb. Am 11. Mai 2008 gewann er beim jährlichen AT&T USA Diving Grand Prix in Fort Lauderdale den 10-m-Wettbewerb vor dem 2004-Olympiasieger Hu Jia und dem 2004-Silbermedaillengewinner Mathew Helm. Beim 3-m-Wettbewerb kam er nicht unter die ersten sechs.
In einem Interview zu einer Artikelserie über potentiell erfolgreiche Olympiakandidaten fragte ihn ein Reporter, mit wem er zusammenleben würde, was er als schwuler Mann wahrheitsgemäß beantwortete. The Sydney Morning Herald titelte daraufhin am 24. Mai 2008: „Out, proud and ready to go for gold.“ (etwa: Geoutet, stolz und bereit für Gold.) Es folgte darauf großes nationales, aber auch internationales Medieninteresse, sodass sogar zwei Wochen später während der Olympiavorbereitung ein halber Tag für Pressegespräche reserviert werden musste.
Bei den Olympischen Sommerspielen 2008 in Peking trat er in den Wettbewerben Kunstspringen vom 3-m-Brett und 10-m-Turmspringen an. Im 3-m-Wettbewerb wurde er 16. und erreichte damit nicht das Finale. Beim Turmspringen qualifizierte er sich als Zweiter für das Finale. Dort hatte er bei den ersten fünf Sprüngen einen gemischten Erfolg und lag zu diesem Zeitpunkt 34 Punkte hinter dem Chinesen Zhou Luxin. Nachdem Zhou beim letzten Sprung am schlechtesten sprang und 74,80 Punkte bekam, hätte Mitcham 107,30 Punkte gebraucht, ein sehr hoher Wert für diesen Wettbewerb, um ihn zu besiegen. Mitcham schaffte einen fast perfekten Sprung und erreichte 112,10 Punkte, der höchste Wert, der jemals in einem olympischen Einzelsprungwettbewerb erreicht wurde. Der Endstand war 537,95 Punkte, vor Zhou mit 533,15 Punkten. Mitcham gewann damit die zweite olympische Wassersprungmedaille für Australien und verhinderte, dass die chinesischen Springer alle Wassersprung-Goldmedaillen gewannen. Für Australien ist es auch die erste Wassersprung-Goldmedaille bei den Männern seit Dick Eve im Jahre 1924.

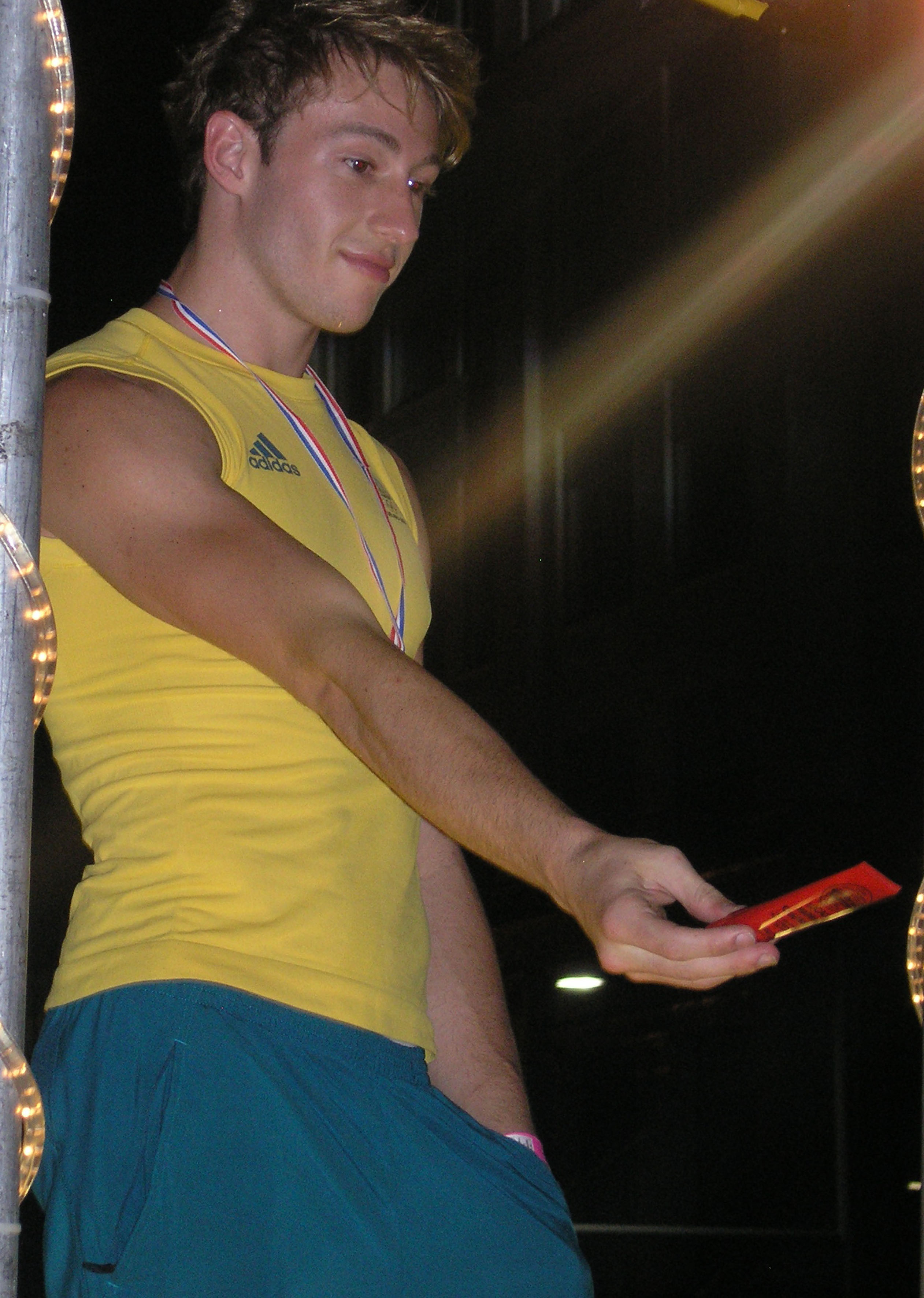
Mitcham führte den 2009 Sydney Gay and Lesbian Mardi Gras an

Durch finanzielle Hilfe des Johnson & Johnson Athlete Family Support Program konnte ihn sein Lebensgefährte Lachlan Fletcher (* 1978) als Unterstützung begleiten und einige Schwule und Lesben aus Sydney kamen für die Reisekosten seiner Mutter auf. Outsports.com zählte unter den 11.028 Athleten in Peking gerade elf bekanntermaßen offen homo- oder bisexuell lebende Personen, worunter Mitcham der einzige Mann war, lagen aber falsch, da Mitchams Teamkollege Mathew Helm auch schon lange offen schwul lebt. Aufgrund der Goldmedaille brachte die australische Post eine Briefmarke zum Nennwert von 50 australischen Cent heraus. Im November 2008 wurde er bei einer Veranstaltung von The Age und The Sydney Morning Herald zum australischen Sportler des Jahres gewählt, einen mit 50.000 AU $ dotierten Publikumspreis.
Erfolgreich lief es für Mitcham auch bei den Commonwealth Games 2010 in Delhi. Er errang vier Silbermedaillen, im Einzel vom 1-m-Brett und 10-m-Turm sowie im 3-m- und 10-m-Synchronspringen.
Mitcham engagiert sich unter anderem für das schwul-lesbische Sport- und Kulturfestival GayGames. Bei den VIII. GayGames im August 2010 in Köln sprach Mitcham den Sportlereid während der Eröffnungsfeier. Er gilt als Muse des australischen Malers Ross Watson. Während der GayGames fand in Köln eine Ausstellung statt, die sich ausschließlich mit seinen Porträts beschäftigte.
Im Dezember 2012 veröffentlicht er seine Autobiographie unter dem Titel Twists and Turns bei HarperCollins. 2020 wurde er in die International Swimming Hall of Fame aufgenommen.
Am 22. Februar 2020 heiratete er Luke Rutherford, mit dem er seit Juni 2019 verlobt war.